# کاپیتان زیرشلواری: اولین فیلم حماسی
کاپیتان زیرشلواری: اولین فیلم حماسی (انگلیسی: Captain Underpants: The First Epic Movie) پویانمایی رایانه‌ای کمدی ابرقهرمانی آمریکایی به کارگردانی دیوید سورن است که بر اساس مجموعه رمانهای کودکانه‌ای به همین نام توسط دیو پیلکی ساخته شده‌است. تهیه‌کنندگی این انیمیشن را دریمورکس انیمیشن و اسکلاستیک اینترتینمنت انجام داده‌اند. دیوید سورن آن را کارگردانی کرده و اد هلمز، کوین هارت، نیک کرول، توماس میدلدیچ، جوردن پیل و کریستن شال در آن صداپیشگی کرده‌اند. کاپیتان زیرشلواری در تاریخ ۲ ژوئن ۲۰۱۷ توسط فاکس قرن بیستم اکران شد.

## تمام سینمایی ها و سریال ها از این مجموعه
- انیمیشن سریالی ماجراهای حماسی کاپیتان زیرشلواری محصول سال ۲۰۱۸-۲۰۲۰ میلادی

- انیمیشن عوضووین محصول سال ۲۰۱۹ میلادی

## موضوع
دو پسر بچهٔ بازیگوش به نام‌های جورج برد و هارولد هاچینز بهترین دوستان یکدیگر هستند. این دو پسر بچه خیلی شوخ‌طبع، شیطان و البته خرابکار هستند. جورج و هارولد که در مدرسه ژرورم هاروویتز در پایه چهارم تحصیل می‌کنند، با کارهای خود باعث به شدت خشمگین شدن مدیر بداخلاق مدرسه آقای کراپ می‌شوند. آنها با شوخی‌ها و سرکار گذاشتن‌های مسخره‌ اشان کل مدرسه را به سمت دردسر و هم شادی دانش‌آموزان میکشانند. آنها که از بداخلاقی‌های مدیراشان خسته شده‌اند تصمیم می‌گیرند او را با یک حلقه هیپنوتیزم که ظاهرا یک اسباب‌بازی است، کنترل ذهنی کنند...

## خلاصه داستان
در شهر پیکوا، ایالت اوهایو، دو دوست صمیمی و همسایه به نام‌های جورج بیرد و هارولد هاچینز، کتاب‌های کمیکی خلق می‌کنند که جدیدترین شخصیت آن‌ها یک ابرقهرمان به نام کاپیتان زیرشلواری است. آن‌ها دانش‌آموزان کلاس چهارم در دبستان جروم هوروویتز هستند، جایی که شوخی‌های مداومشان برای خوشحال کردن همکلاسی‌ها، آن‌ها را با مدیر سخت‌گیر مدرسه، بنجامین کروپ، دچار مشکل کرده است. روزی آن‌ها با اختراع همکلاسی خود، ملوین اسنیدلی، به نام «توالت توربوی ۲۰۰۰» دستکاری می‌کنند تا روحیهٔ دانش‌آموزان را بالا ببرند، اما آقای کروپ با استفاده از یکی دیگر از اختراعات مل‌وین، از شوخی آن‌ها فیلم می‌گیرد. او قصد دارد جورج و هارولد را به کلاس‌های جداگانه بفرستد تا دوستی‌شان پایان یابد.
جورج پیش از آن‌که کروپ فرم‌های جداسازی را امضا کند، با استفاده از «حلقه هیپنوتیزم سه‌بعدی» که از جایزهٔ درون جعبهٔ غلات گرفته، او را هیپنوتیزم می‌کند. سپس کروپ را وادار می‌کنند تا به کاپیتان زیرشلواری تبدیل شود، که باعث دردسر در سطح شهر می‌شود. وقتی او را به خانه‌درختی‌شان می‌برند، متوجه می‌شوند که می‌توانند با پاشیدن آب، کاپیتان را دوباره به کروپ تبدیل کنند و با بشکن زدن، دوباره او را به کاپیتان زیرشلواری برگردانند. برای جلوگیری از جداسازی‌شان، کاپیتان را قانع می‌کنند که کروپ همان هویت پنهان اوست. این تغییر شخصیت، توجه خانم ادیت، زن خجالتی و مسئول غذاخوری مدرسه را جلب می‌کند.
در همین حال، پروفسور پی‌پی دیاریستاین پوپی‌پنتس، اسکوار، به‌عنوان معلم جدید علوم مدرسه استخدام می‌شود. جورج و هارولد به رفتار خشونت‌آمیز او مشکوک می‌شوند. پوپی‌پنتس که مخترع یک دستگاه کوچک‌ساز برندهٔ جایزه نوبل است، از این‌که هیچ‌گاه جدی گرفته نمی‌شود، به‌خاطر نام مسخره‌اش خسته شده و قصد دارد خنده را به‌کلی از بین ببرد. با تبدیل‌شدن کاپیتان زیرشلواری به مدیر مدرسه، فضای مدرسه شادتر می‌شود، اما بارانی باعث می‌شود او دوباره به کروپ تبدیل شود و در نتیجه، جورج و هارولد رسماً به کلاس‌های جداگانه فرستاده می‌شوند.
پوپی‌پنتس و مل‌وین، توالت توربوی ۲۰۰۰ را با ته‌مانده‌های سمی غذای ادیت شارژ کرده و برای حمله به مدرسه استفاده می‌کنند. پوپی‌پنتس از مغز مل‌وین که بخش مسئول خنده در آن وجود ندارد، برای تأمین انرژی اشعه‌ای استفاده می‌کند که دانش‌آموزان را به زامبی‌های بی‌روح و بی‌مزاح تبدیل می‌کند. کاپیتان زیرشلواری که قدرتی ندارد، تلاش می‌کند جلوی آن‌ها را بگیرد، اما به داخل مواد سمی پرتاب می‌شود. جورج و هارولد دستگیر می‌شوند، اما شوخی‌ای که در دوران مهدکودک باعث دوستی‌شان شده بود، انرژی زیادی تولید می‌کند که باعث انفجار توالت توربوی ۲۰۰۰ می‌شود. بچه‌ها به حالت عادی بازمی‌گردند و مل‌وین در کاغذ توالت غول‌پیکر گرفتار می‌شود. مواد سمی به کاپیتان زیرشلواری قدرت واقعی می‌دهد و او با کمک جورج و هارولد، پوپی‌پنتس را شکست می‌دهد و کوچک می‌کند، اما او سوار بر یک زنبور فرار می‌کند.
از آن‌جا که نمی‌توانند کاپیتان زیرشلواری را برای همیشه کنترل کنند، جورج و هارولد حلقهٔ هیپنوتیزم را از بین می‌برند تا کروپ به‌طور دائم به حالت عادی بازگردد، اما قسم می‌خورند که دوستی‌شان را حفظ کنند. با این حال، چون می‌دانند که اگر کروپ دوستانی داشت، خوش‌اخلاق‌تر می‌شد، او را با ادیت به قراری عاشقانه می‌فرستند. این دیدار باعث تغییر رفتار کروپ شده و او کمیک‌هایی را که از جورج و هارولد گرفته بود، به آن‌ها برمی‌گرداند.
در همین حال، مواد سمی باقیمانده از توالت توربوی ۲۰۰۰ باعث جان‌گرفتن توالت‌های یک گورستان آهن‌آلات می‌شود و آن‌ها به ارتشی از توالت‌های سخنگو تبدیل می‌شوند که به رستورانی که کروپ و ادیت در آن شام می‌خورند، حمله می‌کنند. کروپ، ناخودآگاه با زدن یک بشکن دوباره به کاپیتان زیرشلواری تبدیل می‌شود، که موجب شگفتی و تحسین ادیت می‌گردد، و همراه جورج و هارولد برای ماجراجویی بعدی پرواز می‌کند.